# Otto Ganser
Otto Ganser (6. ledna 1872 Vídeň – 10. srpna 1948 Vídeň) byl rakouský politik, na počátku 20. století poslanec Říšské rady.

## Biografie
Vychodil národní školu a nižší reálnou školu. Působil jako mechanik a ředitel výrobního družstva mechaniků. Angažoval se v politice jako člen německých politických stran. Byl viceprezidentem Svazu rakouských výrobců železářského zboží a zástupcem předsedy Klubu mechaniků.
Na počátku 20. století se zapojil i do celostátní politiky. Ve volbách do Říšské rady roku 1911 získal mandát v Říšské radě (celostátní zákonodárný sbor) za obvod Dolní Rakousy 15. Usedl do poslanecké frakce Klub německých demokratů. Ve vídeňském parlamentu setrval až do zániku monarchie. K roku 1911 se profesně uvádí jako mechanik.
V letech 1918–1919 zasedal jako poslanec Provizorního národního shromáždění Německého Rakouska (Provisorische Nationalversammlung), nyní za Německou nacionální stranu (DnP).